# Prisăcani
Prisăcani is een Roemeense gemeente in het district Iași.
Prisăcani telt 3505 inwoners.